# Konerøya
Konerøya est une petite île du Svalbard dans le Détroit d'Hinlopen. Elle fait partie de l'archipel des Bastianøyane.
L'île est une longue bande rocheuse d'environ 1,5 km de long, orientée nord-ouest sud-est, sur 200 m de large.
Les îles les plus proches sont celles de Geograføya, située 2 km au sud et Langeøya située 4 km au nord-ouest.
L'île a été nommée lors de la première expédition polaire allemande en 1868. Elle doit son nom au géographe allemand Wilhelm Koner
La faune de l'île se résume principalement aux ours polaires.